# Klára Paďourová
Klára Paďourová (* 30. prosince 1994 Rychnov nad Kněžnou) je česká kajakářka, reprezentantka ve sjezdu na divoké vodě, stříbrná medailistka z Mistrovství světa ve sjezdu na divoké vodě 2015 v závodu hlídek a bronzová medailistka ze sprintu hlídek na Mistrovství světa ve sjezdu na divoké vodě 2011. V juniorské kategorii získala na Mistrovství světa 2011 dva tituly vice-mistryně světa a jednu bronzovou medaili.

## Sportovní kariéra
Začala s rychlostní kanoistikou. Ve svých dvanácti letech ale zkusila závod ve sjezdu na divoké vodě a u divoké vody už zůstala. V roce 2009 se nominovala na Mistrovství světa juniorů ve sjezdu na divoké a už o rok později, ve svých patnácti letech, se stala členkou české reprezentace dospělých a reprezentovala na Mistrovství světa v klasickém sjezdu i sprintu ve Španělsku. V roce 2011 na domácím juniorském světovém šampionátu vybojovala stříbro v klasickém sjezdu a závodě hlídek a bronz ve sprintu. Sezonu 2011 ukončila vítězstvím na Mezinárodním vodáckém Krumlovském maratonu. Na Mistrovství světa ve Francii v roce 2012 se jako jediná Češka probojovala do finále ve sprintu a dojela na osmém místě. V závodě Světového poháru 2014 ve Vídni vybojovala stříbrnou medaili. V roce 2015 na Mistrovství světa ve sprintu, opět ve Vídni, získala spolu s Martinou Satkovou a Anežkou Paloudovou titul vice-mistryně světa. Od začátku své sportovní kariéry vybojovala celkem 20 titulů mistryně České republiky. Kromě toho přidala spolu s Klárou Moravcovou a Adélou Boudíkovou v roce 2011 titul mistryně České republiky v extrémním závodě tříčlenných štafet – BobrCup.

## Osobní život
Pochází z Lukavice, nedaleko Letohradu. Vystudovala gymnázium v Žamberku. V roce 2013 prezentovala svoji práci „Inhibiční aktivita rostlinných extraktů proti hyaluronan-lyáze z patogenů ran – bakterií Staphylococcus aureus a Streptococcus agalactiae“ na mezinárodním mikrobiologickém kongresu FEMS v Lipsku. Od roku 2014 studuje na Lékařské fakultě Univerzity Karlovy v Plzni.

## Výsledky
| Rok  | Akce | Místo               | Trať         | Výsledek |
| ---- | ---- | ------------------- | ------------ | -------- |
| 2009 | MSJ  | Buochs (Švýcarsko)  | sprint       | 17.      |
| 2010 | MS   | Sort (Španělsko)    | sprint       | 17.      |
| 2011 | MSJ  | Opava (Česko)       | dlouhý sjezd | 2.       |
| 2011 | MSJ  | Opava (Česko)       | sprint       | 3.       |
| 2011 | MSJ  | Opava (Česko)       | závod hlídek | 2.       |
| 2012 | MS   | La Plagne (Francie) | sprint       | 8.       |
| 2013 | MS   | Solkan (Slovinsko)  | sprint       | 9.       |
| 2014 | SP   | Vídeň (Rakousko)    | sprint       | 2.       |
| 2015 | MS   | Vídeň (Rakousko)    | závod hlídek | 2.       |